# Discografia di Ashlee Simpson
Questa è una lista completa di pubblicazioni ufficiali da parte della cantante pop rock statunitense Ashlee Simpson che ha pubblicato due album in studio, sei singoli e sei video musicali su Geffen Records.
Ashlee debutta con l'album Autobiography, che è stato messo in commercio nel luglio 2004 ed ha venduto 2,9 milioni di copie solo negli Stati Uniti. È stata certificata triplo platino ed inoltre ha vinto il Billboard Music Award per la "Nuova Artista femminile dell'anno" per il 2004. I Am Me il suo secondo album, è stato pubblicato nell'ottobre 2005. Ha prodotto due top dei trenta singoli negli U.S. ed è stato certificato in platino. Il terzo album di Ashlee Bittersweet World è uscito ad aprile 2008. Anche le canzoni non pubblicate che sono state scritte, registrate o entrambi da Ashlee Simpson sono incluse.

## Album
| Anno | Informazione                                                                                      | Posizione in classifica | Posizione in classifica | Posizione in classifica | Posizione in classifica | Posizione in classifica | Posizione in classifica | Posizione in classifica | Vendite e certificazioni                                                 |
| Anno | Informazione                                                                                      | U.S.                    | UK                      | AUS                     | IRE                     | CAN                     | SWI                     | FRA                     | Vendite e certificazioni                                                 |
| ---- | ------------------------------------------------------------------------------------------------- | ----------------------- | ----------------------- | ----------------------- | ----------------------- | ----------------------- | ----------------------- | ----------------------- | ------------------------------------------------------------------------ |
| 2004 | Autobiography - Primo album studio - Uscita: 20 luglio, 2004 - Formato: CD, Download digitale     | 1                       | 31                      | 40                      | 22                      | 8                       | 36                      | 96                      | RIAA: 3x Platino BPI: D'oro CRIA: 2x Platino Vendite mondiali: 5 milioni |
| 2005 | I Am Me - Secondo album studio - Uscita: 18 ottobre, 2005 - Formato: CD, Download digitale        | 1                       | 27                      | 35                      | 96                      | 4                       | -                       | -                       | RIAA: Platino CRIA: D'oro Vendite mondiali: 3 milioni                    |
| 2008 | Bittersweet World - Terzo album studio - Uscita: 22 aprile, 2008 - Formato: CD, Download digitale | 4                       | 57                      | 41                      | 16                      | 8                       |                         |                         | RIAA: - - CRIA: - Vendite mondiali: 200.000+                             |

## Singoli
| Anno | Singolo                    | Posizione in classifica | Posizione in classifica | Posizione in classifica | Posizione in classifica | Posizione in classifica | Posizione in classifica | Posizione in classifica | Posizione in classifica | Posizione in classifica | Posizione in classifica | Album               |
| Anno | Singolo                    | U.S.                    | U.S. Pop                | UK                      | IRL                     | AUT                     | NZ                      | CAN                     | SE                      | SUI                     | AUS                     | Album               |
| ---- | -------------------------- | ----------------------- | ----------------------- | ----------------------- | ----------------------- | ----------------------- | ----------------------- | ----------------------- | ----------------------- | ----------------------- | ----------------------- | ------------------- |
| 2004 | "Pieces of Me"             | 5                       | 4                       | 4                       | 15                      | 26                      | 8                       | 31                      | 11                      | 7                       | 32                      | Autobiography       |
| 2004 | "Shadow"                   | 57                      | —                       | 171                     | 60                      | 42                      | 23                      | —                       | 30                      | 31                      | —                       | Autobiography       |
| 2005 | "La La"                    | 86                      | 16                      | 11                      | 16                      | 38                      | 5                       | 32                      | —                       | 10                      | 11                      | Autobiography       |
| 2005 | "Boyfriend"                | 19                      | 13                      | 12                      | 15                      | 56                      | 2                       | 99                      | —                       | 6                       | 6                       | I Am Me             |
| 2005 | "L.O.V.E."                 | 22                      | 19                      | 123                     | —                       | —                       | 1                       | —                       | —                       | 5                       | 5                       | I Am Me             |
| 2006 | "Invisible"                | 21                      | 19                      | —                       | —                       | —                       | —                       | —                       | —                       | —                       | —                       | Invisible (singolo) |
| 2007 | "Outta My Head (Ay Ya Ya)" | 121                     | —                       | 15                      | 20                      | 34                      | 30                      | 56                      | 23                      | 16                      | 30                      | Bittersweet World   |
| 2008 | "Little Miss Obsessive"    | 96                      | 67                      | —                       | —                       | —                       | —                       | 72                      | —                       | —                       |                         | Bittersweet World   |

- "—" indica i singoli che non sono stati pubblicati, o che devono essere pubblicati, o che sono stati pubblicati ma non sono in classifica.
- "L.O.V.E." non è stata pubblicata in Europa.
- "Invisible" è stata solo pubblicata come download digitale negli Stati Uniti.

### Singoli promozionali
- 2004: "Undiscovered" (pubblicata per radio Inglese)
- 2005: "Catch Me When I Fall" (pubblicata per radio U.S.)
- 2007: "Beautifully Broken" (pubblicata per radio Messicana)
- 2008: "Boys" (pubblicata per radio Australiana)

## Lati-B
| Anno | Canzone          | Lato-A   |
| 2004 | "Sorry"          | "Shadow" |
| 2005 | "Endless Summer" | "La La"  |

## Extra
Queste canzoni non sono apparse nell'album studio pubblicato dalla Simpson:
| Anno | Canzone                                    | Album                                |
| 2003 | "Just Let Me Cry"                          | Freaky Friday (soundtrack)           |
| 2004 | "Little Drummer Boy" (con Jessica Simpson) | Rejoyce: The Christmas Album         |
| 2004 | "Christmas: Past, Present and Future"      | Radio Disney Jingle Jams             |
| 2006 | "Invisible"                                | Nickelodeon's Kids' Choice, Volume 3 |
| 2007 | "Invisible"                                | Bratz: Motion Picture Soundtrack     |
| 2008 | "Invisible"                                | Bittersweet World (Traccia Bonus)    |

## Video Musicali
Nota: Cliccando sul link carica la presentazione del video musicale su YouTube.
| Video                      | Album             | Uscito | Direttore       | Collegamento  |
| "Pieces of Me"             | Autobiography     | 2004   | Stefan Smith    | YouTube video |
| "Shadow"                   | Autobiography     | 2004   | Liz Friedlander | YouTube video |
| "La La"                    | Autobiography     | 2004   | Joseph Kahn     | YouTube video |
| "Boyfriend"                | I Am Me           | 2005   | Marc Webb       | YouTube video |
| "L.O.V.E."                 | I Am Me           | 2005   | Diane Martel    | YouTube video |
| "Invisible"                | CD singolo        | 2006   | Marc Webb       | YouTube video |
| "Outta My Head (Ay Ya Ya)" | Bittersweet World | 2007   | Alan Ferguson   | YouTube video |
| "Little Miss Obsessive"    | Bittersweet World | 2008   | Chris Applebaum | TBA           |

## Video suTRL
- I seguenti video sono stati classificati su MTV Total Request Live Programma (TRL) :
| Anno | Titolo                     | Posizione | Altre note              |
| 2004 | "Pieces Of Me"             | numero 1  | 6 giorni alla numero 1  |
| 2004 | "Shadow"                   | numero 2  | 1 giorno alla numero 2  |
| 2005 | "La La"                    | # 6       | 2 giorni alla # 6       |
| 2005 | "Boyfriend"                | numero 1  | 3 giorni alla numero 1  |
| 2005 | "L.O.V.E."                 | numero 1  | 10 giorni alla numero 1 |
| 2006 | "Invisible"                | numero 1  | 1 giorno alla numero 1  |
| 2007 | "Outta My Head (Ay Ya Ya)" | -         | -                       |
| 2008 | "Little Miss Obsessive"    | TBA       | TBA                     |

## Canzoni non pubblicate
Queste canzoni sono state registrate dalla Simpson ma non sono state pubblicate da novembre 2007:
- "Dumb Ass Blonde" (Guy Chambers, Simpson)[1]
- "Eat You Up" (Chambers, Simpson)[2]
- "Hott" (Danielle Brisebois), Wayne Rodriques, Simpson)[3]

## Fonti
Posizioni in classifica
- "Ashlee Simpson > Charts & Awards > Billboard Singles". All Music Guide.
- "Artist Chart History: Ashlee Simpson".
- everyHit.com.
- IrishCharts.ie.
- "Ashlee Simpson: Music Charts".